# Чернушка (Вологодская область)
Чернушка — деревня в Никольском районе Вологодской области.
Входит в состав Зеленцовского сельского поселения, с точки зрения административно-территориального деления — в Зеленцовский сельсовет.
Расстояние по автодороге до районного центра Никольска — 70 км, до центра муниципального образования Зеленцово — 10 км. Ближайшие населённые пункты — Шарженга, Перебор, Виноград.
По данным переписи в 2002 году постоянного населения не было.